# St. Martin (Schmalnau)

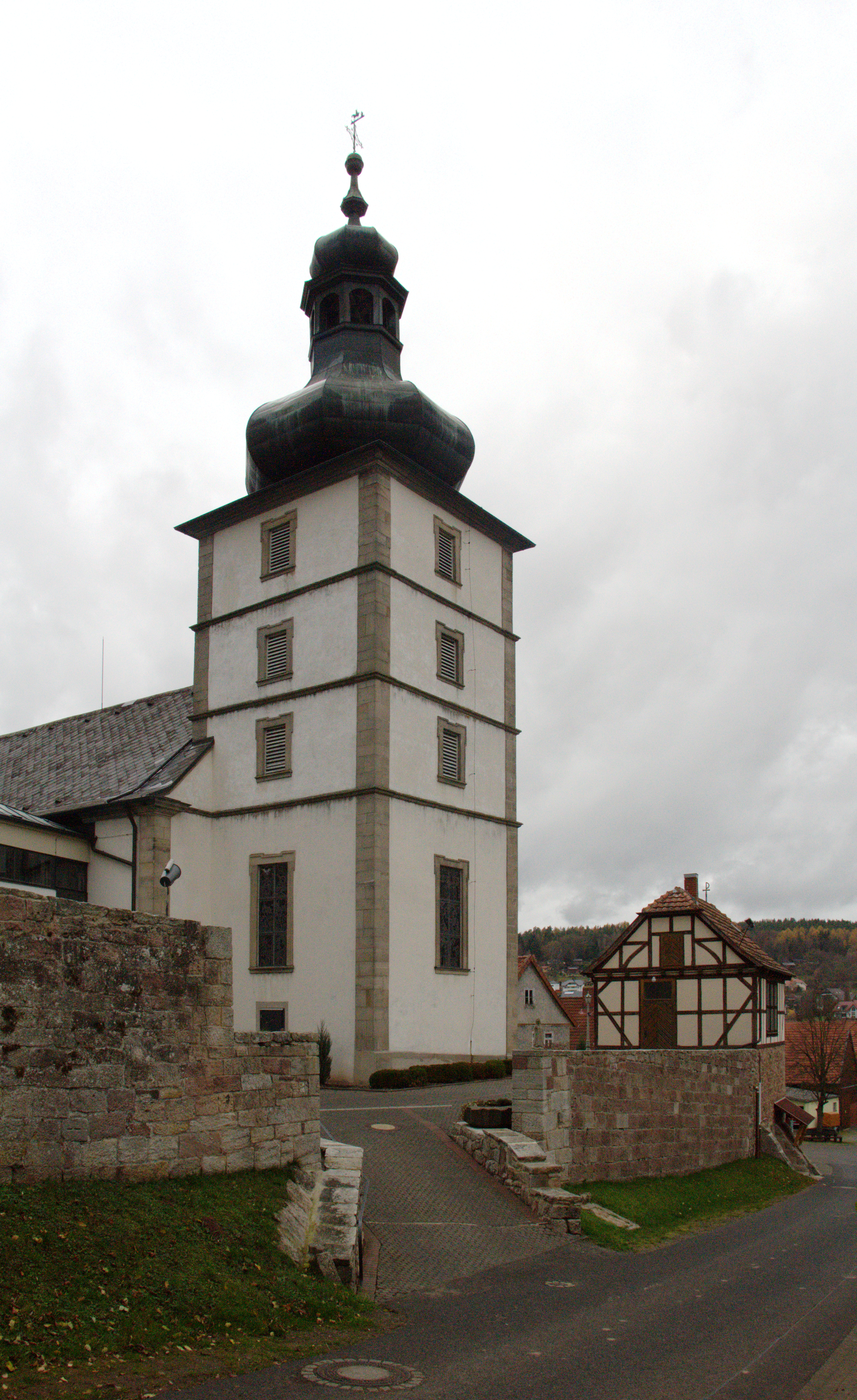
St. Martin (Schmalnau)

Die römisch-katholische Pfarrkirche St. Martin ist ein denkmalgeschütztes Kirchengebäude, das in Schmalnau steht, einem Ortsteil von Ebersburg im Landkreis Fulda (Hessen). Die Pfarrei gehört zum Pastoralverbund St. Wendelinus Hohe Rhön im Dekanat Rhön des Bistums Fulda.

## Beschreibung
Die barocke Saalkirche wurde 1754–57 gebaut. An das Kirchenschiff schließt sich im Osten ein viergeschossiger Chorturm auf quadratischem Grundriss an, der mit einer bauchigen Haube bedeckt ist, auf der eine offene Laterne sitzt. Im Glockenstuhl des Turms wurden 1908 vier Kirchenglocken aus Bronze aufgehängt, die von der Glockengießerei Otto gegossen wurden. Im Ersten Weltkrieg wurden sie bis auf eine eingeschmolzen. 1926 wurde das Geläut durch drei neue Glocken der Glockengießerei Otto wieder ergänzt. Auch diese Glocken wurden im Zweiten Weltkrieg vernichtet. In Jahren 1951 und 1953 lieferte die Glockengießerei Otto drei neuen Bronzeglocken. 1962/63 wurde an das Kirchenschiff nach Süden nach einem Entwurf von Herbert Roer ein sechseckiger Anbau errichtet. Der Altar hat ein Gemälde von Johann Andreas Herrlein, das die  Himmelfahrt Mariens darstellt. Zwei weitere Bilder, die 1857 Peter Geist schuf, zeigen die Taufe Jesu und die Unbefleckte Empfängnis. Zur Kirchenausstattung gehört ein spätgotisches Taufbecken aus der 1. Hälfte des 16. Jahrhunderts. Die 1964 von Hey Orgelbau gebaute Orgel mit 19 Registern, 2 Manualen und einem Pedal wurde 1988 verkauft und 1988 durch eine Orgel mit 26 Registern, 2 Manualen und einem Pedal vom selben Orgelbauer ersetzt.